# أهل اليمن (صعدة)
أهل اليمن هي إحدى قرى الجمهورية اليمنية. تتبع جغرافيا لمحافظة صعدة وإداريًا لمديرية حيدان. يبلغ تعداد سكانها 6274 نسمة حسب الإحصاء الذي أجري عام 2014.
#الشهيد اللواء/ أحمد حسن صالح ميسر (( أبو نجاد ))
ومناطقها على النحو التالي :
. منطقة شول ( شول ، القعوة ، المحل ، درب النقيب ، طلح )
. قرن بن زايد ( قرن بن زايد، جوعان، الصافية )
. اهل الوسط ( اللحيين ، الثلوث ، الحواضن  )
. عرابة ( عرابة ، عثارب )